# Афанасьев, Аркадий Георгиевич
Арка́дий Гео́ргиевич Афана́сьев (20 марта 1959, Ленинград, СССР) — советский футболист, полузащитник. Мастер спорта СССР (1983).

## Биография
Начинал играть в футбольной школе Выборгского района Ленинграда у тренера Б. Никифорова, выступал за команды на год, на два старше своего возраста. Затем перешёл в СДЮШОР «Смена» к тренеру Виктору Смагину.
В составе сборной города выиграл турнир «Дружба», где стал лучшим бомбардиром.
Из-за проблем со здоровьем поступил в училище и получил профессию электросварщика-подводника. Во время практики работал на Балтийском заводе. Параллельно с обучением играл за ленинградскую сборную «Трудовых резервов», участвовал во всесоюзном финале.
В 1977 году получил приглашение от тренера «Динамо» Анатолия Васильева, где играл до 1981 года. В 1982 году, не дождавшись приглашения от тренера «Зенита» Юрия Морозова, перешёл в рижскую «Даугаву», где в 42-х матчах забил 5 голов. Осенью того же года был приглашён в «Зенит» новым тренером клуба Павлом Садыриным.
Стал чемпионом СССР в 1984 году. В последних матчах не принимал участия из-за смерти ребёнка.
После ухода из «Зенита» в 1990 году выступал за польский клуб «Погонь» Щецин, но через полгода из-за финансовых разногласий с руководством клуба решил переехать в Норвегию, в клуб «Мёльнер», за который уже выступал Дмитрий Баранник. Выступал за команду до 1994 года. Имея диплом института имени Лесгафта и зная норвежский язык, два года преподавал физкультуру в местном техникуме.
В 1986 году провёл один матч за Олимпийскую сборную СССР.
Вернувшись в Санкт-Петербург, принимал участие в создании Фонда ветеранов спорта «Зенит-84». В 2004 году являлся помощником по спорту депутата ЗакСа Владимира Барканова. Возглавлял детский клуб «Зенит-84».
Работал в лесном бизнесе. В течение пяти лет преподавал в Лесотехнической академии.

### Личная жизнь
Свояк Дмитрия Баранника — первая жена Ольга — старшая сестра Натальи, второй жены Баранника.
Дочь Надежда в середине 1990-х играла в Норвегии в футбол, затем отошла от спорта. Другая дочь вместе с матерью и её мужем стали жить в Нидерландах. В Санкт-Петербурге Афанасьев женился вторично.
Сын Дмитрий родился 3 ноября 1984 года, скончался через два месяца, перед Новым годом.